# Station Carrigaloe
Station Carrigaloe is een spoorwegstation in Carrigaloe in het Ierse graafschap Cork. Het station ligt aan de forenzenlijn Cork - Cobh. Tussen beide plaatsen rijdt op werkdagen ieder half uur een trein.